# Königsstuhl (häst)
Königsstuhl, född 17 maj 1976, död i augusti 1995, var ett tyskfött engelskt fullblod, mest känd för att ha varit den första hästen som tagit titeln Triple Crown i Tyskland (1979). Sedan 1979 har ingen annan häst tagit titeln. Han utsågs till Årets häst i Tyskland (1979) och har även blivit utsedd till Ledande avelshingst i Tyskland två gånger (1988, 1994).

## Bakgrund
Königsstuhl var en brun hingst efter Dschingis Khan och under Königskrönung (efter Tiepoletto). Han föddes upp och ägdes av Gestüt Zoppenbroich. Han tränades av Sven von Mitzlaff.

## Karriär
Königsstuhl tävlade mellan 1978 och 1981, och tävlade under karriären i Tyskland och Italien. Han gjorde under sin tävlingskarriär 20 starter, och tog på dessa 11 segrar, 7 andraplatser och 2 tredjeplatser. Han tog karriärens största segrar i Frühjahrs Dreijährigen-Preis (1979), Henckel-Rennen (1979), Deutsches Derby (1979), Aral Pokal (1979), Deutsches St. Leger (1979), G. P. der Gelsenkirchener Wirtschaft (1980), Grosser Preis von Düsseldorf (1981), Hansa-Preis (1981) och Gran Premio del Jockey Club (1981).

### Som avelshingst
Königsstuhl avslutade sin tävlingskarriär 1981, och stallades därefter upp som avelshingst. Königsstuhl blev en av Tysklands mest framgångsrika hingstar. Han blev bland annat far till Monsun, som i sin tur blev en framgångsrik tävlingshäst och avelshingst.
Han avled i augusti 1995 av kolik.